# Waaibomenhout
De term waaibomenhout wordt in de volksmond gebruikt om hout van zeer slechte kwaliteit aan te duiden. 
De uitdrukking "gemaakt van waaibomenhout" wordt gebruikt om producten mee aan te duiden die van een minder geschikte houtsoort of slechte houtkwaliteit gemaakt zijn. Als het hout snel kromtrekt, scheurt of barst of te veel kwasten bevat, spreekt men van waaibomenhout.
De term zou duiden op hout van bomen die van de heersende winden te lijden hebben gehad, bijvoorbeeld aan de kust. De groeiwijze van deze bomen wordt sterk beïnvloed door de elementen. Na verzagen werkt het hout sterk, met als gevolg dat het ongeschikt is voor het maken van constructies. Wil een boom een goede houtkwaliteit leveren dan moet hij beschermd staan, bijvoorbeeld in een bos. 
Ook het hout van snel groeiende bomen, zoals populier en wilg heeft geen goede reputatie. Dit hout wordt zonder bescherming snel aangetast door houtrot en wordt in de regel niet gebruikt voor onbeschermd timmerhout.
Het equivalent van waaibomenhout in de metaalbewerking is pisbakkenstaal.
De benaming 'waaiboom' wordt ook wel gebruikt om de dividivi aan te duiden.